# Val Visdende - Monte Peralba - Quaterna'
Val Visdende - Monte Peralba - Quaterna' este o arie protejată (arie specială de conservare — SAC, sit de importanță comunitară — SCI) din Italia întinsă pe o suprafață de 14.165 ha, integral pe uscat.

## Localizare
Centrul sitului Val Visdende - Monte Peralba - Quaterna' este situat la coordonatele 46°37′53″N 12°35′43″E / 46.631389°N 12.595278°E.

## Înființare
Situl Val Visdende - Monte Peralba - Quaterna' a fost declarat sit de importanță comunitară în septembrie 1995 pentru a proteja 24 de specii de animale. Situl a fost protejat și ca arie specială de conservare în iunie 2019.

## Biodiversitate
Situată în ecoregiunea alpină, aria protejată conține 21 de habitate naturale: Grohotișuri silicioase de la nivelul montan până la nivelul zăpezii (Androsacetalia alpinae și Galeopsietalia ladani), Mlaștini turboase de tranziție și turbării mișcătoare, Formațiuni ierboase bogate în specii de Nardus, dezvoltate pe substraturi silicioase în zone montane (și în zone submontane, în Europa continentală), Fânețe montane, Pante stâncoase calcaroase cu vegetație casmofită, Mlaștini împădurite, Depresiuni pe substraturi de turbă de Rhynchosporion, Pajiști alpine și subalpine calcaroase, Tufărișuri cu Pinus mugo și Rhododendron hirsutum (Mugo-Rhododendretum hirsuti), Râuri de munte și vegetația lor lemnoasă cu Myricaria germanica, Liziere de ierburi înalte hidrofile de câmpie și de nivel montan până la alpin, Păduri ilirice de Fagus sylvatica (Aremonio-Fagion), Pajiști alpine și boreale, Mlaștini alcaline, Păduri acidofile de Picea de la nivel montan la nivel alpin (Vaccinio-Piceetea), Roci stâncoase cu vegetație pionieră de Sedo-Scleranthion sau Sedo albi-Veronicion dillenii, Râuri de munte și vegetația lor lemnoasă cu Salix elaeagnos, Grohotișuri calcaroase și de șisturi calcaroase de la nivelul montan până la nivelul alpin (Thlaspietea rotundifolii), Pajiști cu Molinia pe soluri calcaroase, turboase sau argilos-nămoloase (Molinion caeruleae), Păduri alpine de Larix decidua și/sau Pinus cembra, Râuri de munte și vegetația erbacee de pe malurile acestora.
La baza desemnării sitului se află mai multe specii protejate:
- păsări (22): uliu porumbar (Accipiter gentilis), uliu păsărar (Accipiter nisus), minunița (Aegolius funereus), potârnichea de stâncă (Alectoris graeca saxatilis), acvilă de munte (Aquila chrysaetos), cocoșul de mesteacăn (Bonasa bonasia), buha (Bubo bubo), mierla de apă (Cinclus cinclus), erete vânăt (Circus cyaneus), ciocănitoare neagră (Dryocopus martius), Eudromias morinellus, ciuvică (Glaucidium passerinum), Lagopus muta helvetica, Lyrurus tetrix tetrix, gaia neagră (Milvus migrans), cinghiță alpină (Montifringilla nivalis), alunar (Nucifraga caryocatactes), viespar (Pernis apivorus), ciocănitoare de munte (Picoides tridactylus), Tachymarptis melba,  cocoș de munte (Tetrao urogallus), mierlă gulerată (Turdus torquatus)
- mamifere (2): râs eurasiatic (Lynx lynx), urs brun (Ursus arctos)

Pe lângă speciile protejate, pe teritoriul sitului au mai fost identificate 23 de specii de plante, 1 specie de amfibieni, 2 specii de mamifere.